# La Guerre
La Guerre es una localidad de Santa Lucía que forma parte del distrito de Gros Islet.